# 내린천
내린천은 홍천군 내면에서 기린면을 지나는 소양강의 지류이다. 소양강의 본류를 인북천 계통으로 볼지 내린천으로 볼지 엇갈리는데, 남한의 고시된 하천명은 내린천을 본류로 보아 기린면에서 방태천과 합류한 뒤를 소양강으로 보지만, 남한에서도 '내린천계곡'관광지 등 방태천 합류점-인북천합류점을 내린천으로 보기도 한다. 두산백과는 합강리에서 인북천과 내린천이 합류해 내린천이 끝난다고 보았다.